# 마티 파시부오리
마티 파시부오리(핀란드어: Matti Paasivuori, 1866년 5월 6일 ~ 1937년 6월 16일)는 핀란드의 정치인이다. 1909년-1911년, 1913년-1917년, 1926년-1930년 세 차례에 걸쳐 핀란드 사회민주당 주석을 역임했다.
목수 출신으로 일찍이 노동운동에 투신했다. 핀란드 노동조합의 지도자로서 핀란드 노동운동의 선구자였으며, 핀란드 노동운동의 이념적 정치적 발전에 영향을 미쳤다. 1907년부터는 의회의원을 지냈으며 직업안전법 제정에 관여했다. 정치적으로는 온건했으며 여러 정치성향에 걸쳐 존중받았다. 1917년 오스카리 토코이 원로원에서 무역산업원로로 입각했다. 1918년 핀란드 내전에서 중립을 지켰고, 내전이 백군의 승리로 끝난 뒤 좌파 의원 중 유일하게 의석을 유지했다. 1926년-1927년 배이뇌 탄네르의 소수여당내각에서 사회장관을 맡았다.

## 생애
1866년 일마요키에서 태어났다. 원래 이름은 마티 핼베리(Matti Hällberg)였다. 9세 때부터 노동을 해서 벌어먹고 살아야 했으며, 나라 곳곳에서 온갖 일자리를 전전한 뒤 1887년 헬싱키로 상경해 목수 견습을 시작했다. 젊을 때부터 노동조합 운동에 참여하여 헬싱키 최초의 목수노조를 만드는 데 관여했다. 이 과정에서 정치에 입문한 핼베리는 1904년에서 1906년 사이 헬싱키 지역노조 서기를 맡았다. 1905년 총파업 때 철도광장에서 선출된 광장 임시정부에 핼베리도 이름이 올랐다. 하지만 이 임시정부가 실제로 구현되는 일은 없었다. 1906년 핼베리는 이름을 핀란드어식으로 "파시부오리"로 개명했다.
파시부오리는 1907년에서 1936년까지 사회민주당 소속으로서 처음 선출된 이래로 죽을 때까지 의회의원직을 연임했다. 핀란드 내전이 일어나기 전까지 파시부오리는 사회민주당 당주석을 2회 역임했다(1909년-1911년, 1913년-1917년). 핀란드 노동조합(SAJ)이 만들어질 때 발기인으로 참여했으며, 1911년에서 1912년 사이에 SAJ 주석을 지냈다.
1917년 봄 조각된 토코이 원로원에서 파시부오리는 무역산업부원로를 맡아 입각했다. 당시 원로들 중 고등교육을 받지 못한 사람은 파시부오리와 토코이 뿐이었다. 파시부오리는 급진주의에서 멀어졌고 내전에도 크게 관여하지 않았다. 내전 이후 거의 대부분의 사회민주당 의원들이 러시아로 도피하거나 제명당하여 의회에 좌파는 파시부오리를 비롯한 몇 명 밖에 남지 않았는데, 이를 잔부의회라고 한다. 파시부오리는 우파정당들이 사태를 전쟁으로 몰고 갔다고 비판하고, 패자들이 겪고 있는 불공정한 처우와 포로수용소의 열악한 환경을 알렸다.
사회민주당이 재조직되자 파시부오리는 다시 당 관료로 복귀하여 당 지도부에서 일하면서 《수오멘 소시알리데모크라티》로 언론 활동을 했다. 1918년 SAJ 주석으로 재선출되어 1920년까지 그 직을 맡았다. 당시 SAJ의 다수를 장악한 공산주의자들은 파시부오리에게 물러날 것을 강요했다. 파시부오리는 1926년에야 SAJ 지도부에 재합류할 수 있었지만, 그때도 역시 공산주의자들이 다수였다. 파시부오리는 탈퇴하지 않고 버티다 1929년 가을 다른 사회민주당원들이 모두 SAJ에서 탈퇴할 때 함께 탈퇴했다.
한편 1926년 당대회에서 배이뇌 탄네르 당주석이 물러나자 파시부오리가 후임 당주석이 되었다. 파시부오리는 1930년까지 당주석을 지냈고 또한 탄네르 내각(1926년-1927년)에서 사회장관을 지냈다. 마지막 의원 임기였던 1933년-1936년에 파시부오리는 핀란드 의회의원들 중 최고령자였다.
1937년 사망하여 헬싱키 하카니에미 묘지에 매장되었다. 하카니에미의 파시부오리 가(Paasivuorenkatu)는 마티 파시부오리의 이름이 붙은 것이다.